# Soldatenfriedhof Wandau

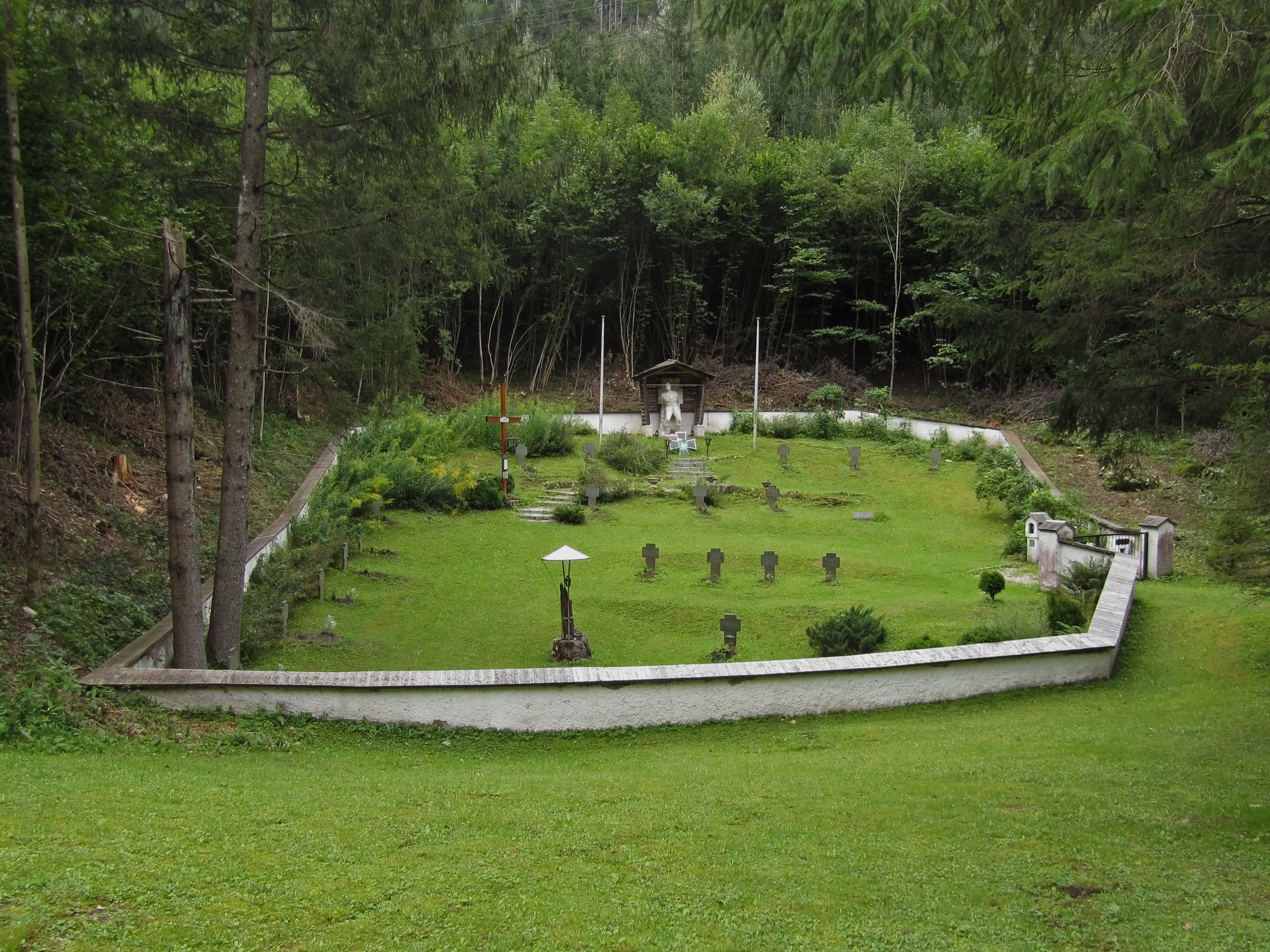
Soldatenfriedhof Wandau bei Hieflau

Der Soldatenfriedhof Wandau befindet sich in der Wandau nördlich Hieflau in der Gemeinde Landl im Bezirk Liezen in der Steiermark.

## Geschichte
In den letzten Kriegstagen des Zweiten Weltkrieges 1945 befand sich bei Hieflau ein Auffangstab der Wehrmacht. In einem Wald bei der Kapelle Wandau wurden versprengte Soldaten von einem Standgericht zum Tode verurteilt und erschossen. 1966 wurde an der Stelle ein Mahnmal errichtet.